# František Kliha
František Kliha (* 18. listopadu 1941) je bývalý slovenský a československý politik Komunistické strany Slovenska, poslanec Sněmovny lidu Federálního shromáždění za normalizace.

## Biografie
K roku 1976 se profesně uvádí jako soustružník. Ve volbách roku 1976 zasedl do Sněmovny lidu (volební obvod č. 138 - Ružinov, Bratislava). Mandát obhájil ve volbách roku 1981 (obvod Staré Mesto) a volbách roku 1986 (obvod Ružinov). Ve Federálním shromáždění setrval do konce funkčního období, tedy do svobodných voleb roku 1990. Netýkal se ho proces kooptací do Federálního shromáždění po sametové revoluci.